# Szóstka (bilard)

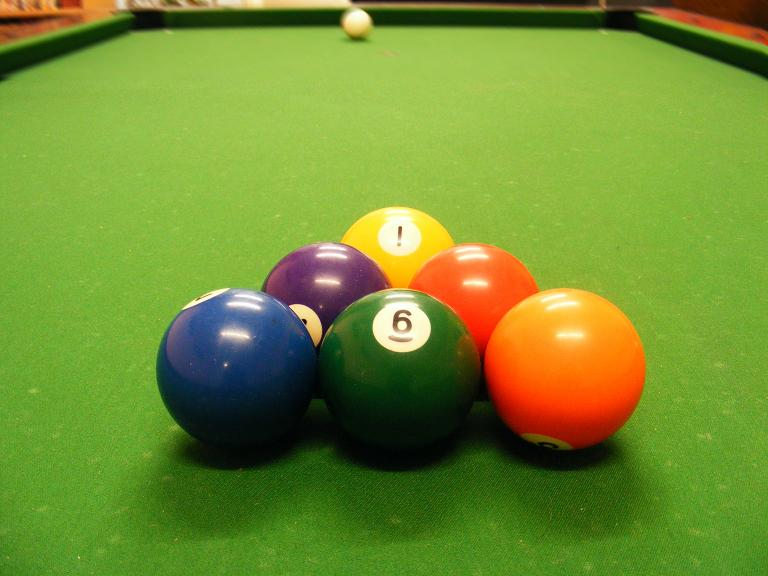
Ustawienie bil do szóstki. Ważne jest położenie bili nr 1 oraz 6, pozostałe wymieszane.

Szóstka (ang.: six-ball) jest grą bilardową, będącą odmianą dziewiątki. W grze uczestniczą dwaj zawodnicy. Gra nadaje się dla graczy w dowolnym stopniu zaawansowania.

## Używane bile
Do gry potrzebnych jest sześć bil ponumerowanych oraz bila biała.

## Ustawienie początkowe
Przed rozbiciem bile ponumerowane od 1 do 6 znajdują się ułożone w trójkącie w ustawieniu 1-2-3. Bila z numerem 1 musi być ustawiona na samym czubku trójkąta, a bila z numerem 6 - w środku trzeciego rzędu. 

## Cel gry
Być pierwszym graczem, który wbije bilę nr 6.

## Zasady gry
Wolno uderzać tylko tak, aby biała bila jako pierwsza dotknęła bili z najniższym numerem na stole. Gracz ma za zadanie wbić wszystkie bile bez faulu. Po wbiciu bili nr 6, zawodnik wygrywa partię. Przed wbiciem jakiejkolwiek bili gracz musi zadeklarować bilę i łuzę. Po popełnieniu jakiegokolwiek błędu, takiego jak np. niewbicie bili, wbicie bili do nieodpowiedniej łuzy, uderzenie bądź wbicie nieodpowiedniej bili zawodnik odchodzi od stołu i grę podejmuje jego przeciwnik.

## Podstawowa strategia
Jeśli na stole zostało więcej bil, niż gracz jest w stanie wbić w jednej turze, nie warto wbijać bil od naniższej, lecz zasłonić przeciwnikowi bilę o najniższym numerze na stole. Jeśli wtedy przeciwnik popełni faul, jest duża szansa na wygraną. Jako że wbicie bili nr 6 jako ostatniej nie jest konieczne, warto wbić ją po faulu, za pomocą bili o najniższym numerze na stole.